# Erik Pettersson i Ersbacken
För andra betydelser, se Erik Pettersson (olika betydelser)
Erik Albert Pettersson (i riksdagen kallad Pettersson i Ersbacken), född 17 april 1889 i By, Dalarna, död 22 september 1955 i Folkärna, var en svensk lantbrukare och riksdagsledamot (centerpartist).
Pettersson var ledamot av riksdagens andra kammare 1944–1952, invald i Kopparbergs läns valkrets. I riksdagen skrev han 18 egna motioner om bl.a. taxeringen av inkomster av stormfälld skog, om skärpt straff för olovlig jakt och om förvaltningen av pastoratens boställsskogar.
Han var även landstingsledamot 1921 och 1935–1955.